# DSA-216
La DSA-216 es una carretera perteneciente a la Red Secundaria de la Diputación Provincial de Salamanca que une la  N-630  con la  DSA-206 .
También pasa por la localidad de Pizarral.

## Origen y Destino
La carretera  DSA-216  tiene su origen en Pizarral en la intersección con la carretera  N-630 , y termina en la intersección con la carretera  DSA-206  en Berrocal de Salvatierra, formando parte de la Red de carreteras de Salamanca.